# Compsa
Compsa is een kevergeslacht uit de familie van de boktorren (Cerambycidae). De wetenschappelijke naam van het geslacht werd voor het eerst geldig gepubliceerd in 1832 door Perty.

## Soorten
Compsa omvat de volgende soorten:
- Compsa albomaculata Martins, 1962
- Compsa albopicta Perty, 1832
- Compsa amoena Fisher, 1937
- Compsa curtula Martins & Napp, 1986
- Compsa diringshofeni (Martins, 1960)
- Compsa inconstans Gounelle, 1909
- Compsa leucozona (Bates, 1885)
- Compsa macra (Thomson, 1867)
- Compsa monrosi (Prosen, 1961)
- Compsa montana Martins, 1971
- Compsa multiguttata Melzer, 1935
- Compsa nebulosa Martins, 1970
- Compsa nipha Martins & Napp, 1986
- Compsa quadriguttata (White, 1855)